# Xiuladora de les Louisiade
La xiuladora de les Louisiade (Pachycephala collaris) és un ocell de la família dels paquicefàlids (Pachycephalidae).

## Hàbitat i distribució
Habita els boscos de l'Arxipèlag Louisiade, prop de la costa oriental de Nova Guinea.

## Taxonomia
Considerat dins algunes classificacions una subespècie de Pachycephala pectoralis